# 凱魯阿內省
凱魯阿內省是西非國家畿內亞的33個省之一，位於該國東部，由康康大區負責管轄，首府設於凱魯阿內，北臨康康省，東接，南毗貝拉省和馬桑塔省，西鄰基西杜古省，面積9,750平方公里，人口約125,000。